# Вуксан Ђукић
Вуксан Ђукић (Бјелојевићи, код Мојковца, 15. август 1916 — Шујица, 16. децембар 1943), учесник Народноослободилачке борбе и народни херој Југославије.

## Биографија
Рођен је 15. августа 1916. године у селу Бјелојевићима, код Мојковца. Потицао је сиромашне сељачке породице. У Мојковцу је завршио основну школу, а четири разреда гимназије и малу матуру је завршио у Колашину и Беранама. Пошто је био сиромашан, није имао могућности за даље школовање па се запослио као дрвосеча у „Шипаду”.
Дружећи се са истакнутим револцуинарима из свог краја, пре свега са Вукманом Крушчићем и Алексом Ђиласом, дошао је врло рано у додир са револуционарним радничким покретом. Године 1937. био је одбегао у шуму, како би избегао хапшење и затвор због напада на жандарме на Шишкој, на планини Бјеласици. Две године касније, 1939. године је учествовао у демонстрацијама на Гановачи, код Биоградског језера. Те исте године је био примљен у чланство Комунистичке партије Југославије (КПЈ). Као члан Партије био је веома активан, највише у раду са радницима и мештанима његовог и околних села.
После окупације Југославије, 1941. године, активно је учествовао је у прикупљању оружја, формирању и обуци герилске групе и општим припремама за устанак. Заједно с братом Радојем Ђукићем и још седморицом браће од стричева, активно је учествовао у Тринаестојулском устанку. Прво ватрено крштење имао је на Врлоступу, недалеко од Колашина, а неколико дана касније је учествовао у нападу на италијански гарнизон у Колашину, где се истако храброшћу. Најпре је био борац-бомбаш, а потом пушкомитраљезац, па десетар, водник, заменик командира и на крају командир чете.
Учествовао је у нападу на Пљевља, 1. децембра 1941. године, када је с неколико бомбаша успео да уништи два непријатељска бункера. После неуспеха у Пљевљима, када је код појединих бораца настало колебање, Вуксан је остао чврст у одлуци да се не би требало враћати у Црну Гору, већ остати у Санџаку. С групом бораца из његовог села нашао се 21. децембра 1941. године у Рудом, где је формирана Прва пролетерска ударна бригада.
У строју прве партизанске бригаде — Прве пролетерске бригаде, учествовао је у многим борбама, од којих се истичу оне на Романији, Округлици, Игману, Калиновику, Улогу, Рогатици, Сињајевини, код Колашина и др. У борби на Дурмитору, јуна 1942. године, са својом десетином је упао међу четнике и пушкомитраљезом убио њих неколико. У току похода пролетерских бригада у Босанску крајину, истакао се у борбама за Коњиц, Дувно, Бугојно, Ливно, Кључ, а после тога у биткама за Босанско Грахово, Јајце, Мркоњић Град, Главатичево и на Дрини.
У данима Пете непријатељске офанзиве на Сутјеци, токон јуна 1943. године, постигао је многе успехе у борбама на Златном бору, Вучеву, Балиновцу и Миљевини. Учествовао је у противофанзиви после Сутјеске, према Власеници и Зворнику, а потом у борбама око Травника и Јајца. Иако је био рањен, с завојем на глави и преломљене руке, он је у био у стрељачком строју батаљона.
Погинуо је у приликом напада Прве пролетерске, Треће крајишке, Друге личке и Седме крајишке бригаде на јако усташко упориште у Шујици, у току ноћи 16/17. децембра 1943. године. Услед јаког отпора усташа, напад је био обустављен. Партизанске снаге имале су велике губитке, а само Прва пролетерска је имала 17 мртвих и 44 рањена борцима. Поред Вуксана Ђукића, у овој борби је погинуио у народни херој Милан Муњас, политички комесар Треће чете Шестог београдског батаљона.
Указом председника Федеративне Народне Републике Југославије Јосипа Броза Тита, 27. новембра 1953. године, проглашен је за народног хероја.
Његово име, од оснивања 1951. године, носи Средња мешовита школа „Вуксан Ђукић” у Мојковцу, испред које му је подигнута спомен-биста.
Године 1957, његови посмртни остаци су сахрањени у гробницу народних хероја на Горици у Титограду.